# Guaviare
Guaviare är ett av Colombias departement. Det ligger i centrala Colombia i amazonasområdet. Guaviare gränsar till departementen Meta, Vichada, Guainía, Vaupés och Caquetá. Huvudstaden San José del Guaviare ligger vid Guaviarefloden.

## Administrativ indelning
Departementet är indelat i fyra kommuner:
- Calamar
- El Retorno
- Miraflores
- San José del Guaviare